# ياكوف ألبرت
ياكوف ألبرت (بالروسية: Яков Альперт)‏ هو فيزيائي أوكراني، ولد في 1 مارس 1911 في روسيا، وتوفي في 5 أكتوبر 2010 في بوسطن في الولايات المتحدة.